# Elizabeth Montagu
Elizabeth Montagu (ur. 2 października 1718, zm. 25 sierpnia 1800) – brytyjska reformatorka społeczna, patronka sztuki, krytyczka literacka, pisarka, uczestniczka salonów literackich, organizatorka i członkini Towarzystwa Błękitnych Pończoch. Wyszła za mąż za Edwarda Montagu. Była jedną z bogatszych kobiet swoich czasów. Poświęciła swoją fortunę na propagowanie angielskiej i szkockiej literatury oraz pomocy najbiedniejszym.

## Wczesne lata życia
Przyszła na świat w Yorkshire jako córka Matthew Robinsona (1694–1778) z West Layton i Edgeley w Yorkshire oraz Elizabeth. Była najstarszą z trzech córek. W latach 1720–1736 jej rodzina posiadała część Treasurer's House w Yorku, obecnie należącego do Narodowego Funduszu na rzecz Renowacji Zabytków w Wielkiej Brytanii. Wraz z siostrą Sarah Scott, przyszłą powieściopisarką, Elizabeth spędziła dzieciństwo w oddaleniu od rodziców. Dziewczynki nauczyły się łaciny, francuskiego i włoskiego, a także studiowały literaturę. Jako dzieci siostry były sobie bardzo bliskie, ale oddaliły się od siebie po tym, jak Sarah zachorowała na ospę.
W młodości Elizabeth zaprzyjaźniła się z Lady Margaret Harley, późniejszą księżną Portland. Dzięki tej znajomości Elizabeth spędziła dużo czasu z w Londynie i poznała wiele znanych osobistości epoki, w tym poetę Edwarda Younga i myśliciela religijnego Gilberta Westa. W domu Lady Margaret kobiety i mężczyźni rozmawiali jako równi sobie, co zainspirowała po latach Elizabeth, by taki model zachowania wprowadzić w swoich salonach literackich. Odwiedziny u Lady Margaret stały się częstsze, gdy matka Elizabeth odziedziczyła posiadłość wiejską w Kent i zamieszkała tam z córkami.

## Małżeństwo z Montagu
Elizabeth postrzegała małżeństwo jako racjonalną i korzystna umowę. Uważała, że nie można pokochać mężczyzny. W 1742 wyszła za mąż za Edwarda Montagu, właściciela licznych kopalni węgla i kilku posiadłości w Northumberlandzie. Dzieliła ich znaczna różnica wieku: ona miała 22 lat, on 50. Ich małżeństwo było zgodne. W 1743 Elizabeth urodziła syna Johna. W 1744 dziecko niespodziwanie zmarło. Elizabeth i Edward pozostali w przyjaznych stosunkach, ale nie mieli więcej dzieci. Po śmierci syna Elizabeth stała się pobożniejsza.
Większość czasu Elizabeth spędzała z towarzyszką (której rola wywodziła się od królewskiej damy dworu). Jej zadaniem była pomoc Elizabeth w codziennych sprawunkach. Barbara Schnorrenberg sugeruje, że rolę te objęła Sarah Scott, siostra Elizabeth.
Od 1750 Elizabeth i Edward spedzali zimę w Mayfair w Londynie, a wiosnę w Sandleford w Berkshire, które należało do Montagu od 1730. Na resztę roku Montagu jechał do Northumberland i Yorkshire, aby zarządzać majątkiem, podczas gdy Elizabeth odwiedzała go okazjonalnie w rodzinnym manoir w East Denton, zbudowanym w 1622 na wschód od drogi do Newcastle upon Tyne.
Elizabeth była bystrą biznesmenką. Cieszył ją fakt, że pracujący w dobrach męża górnicy ze strachu przed utratą pracy utrzymują niespotykany porządek. Lubiła słuchać ich śpiewu w kopalniach, jednak uważała ich dialekt (Geordie) za denerwujący.
W późnych latach 60. XVIII w. Edward Montagu zachorował, a Elizabeth zajęła się mężem. Zmarł w 1775. W 1776 Elizabeth adoptowała bratanka Matthew Robinsona. Kopalnie i nieruchomości przekazane w spadku Elizabeth po śmierci Montagu dawały jej dochód £7,000 rocznie. Elizabeth dobrze zarządzała majątkiem i w momencie śmierci jej dochód z węgla wynosił 10,000 funtów rocznie.
W 1777 Montagu rozpoczęła pracę nad Montagu House na Portman Square w Londynie, gdzie przeprowadziła się w 1781. W latach 80. XVIII w. rozbudowała klasztor w Sandleford. Zmarła w Montagu House w Londynie. Zostawiła Sandleford oraz całą resztę majątku w spadku bratankowi.

## Działalność salonowa i twórczość literacka

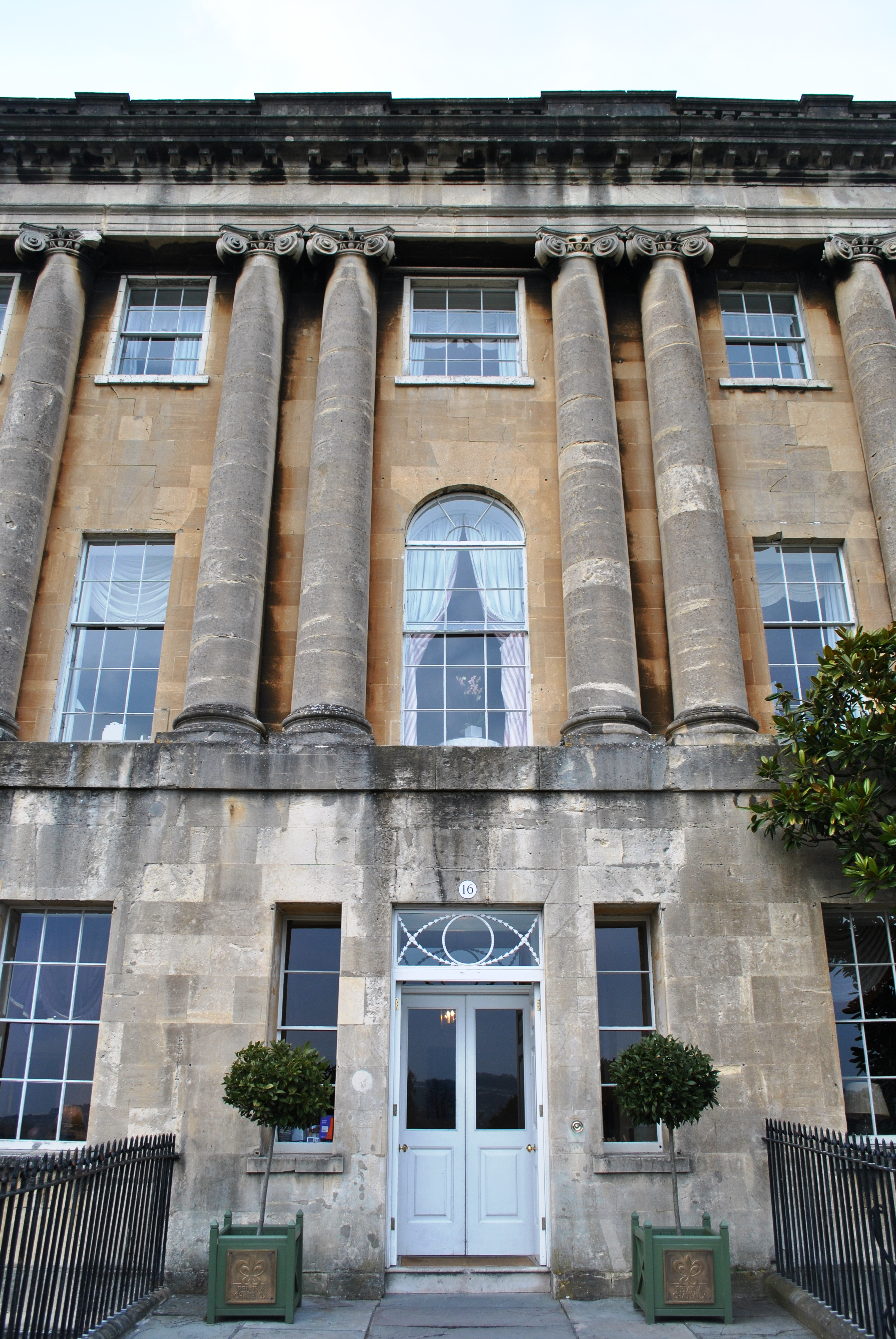
Dom przy 16 Royal Crescent w Bath, który był używany jako rezydencja montagu i miejsce spotkań Towarzystwa Błękitnych Pończoch

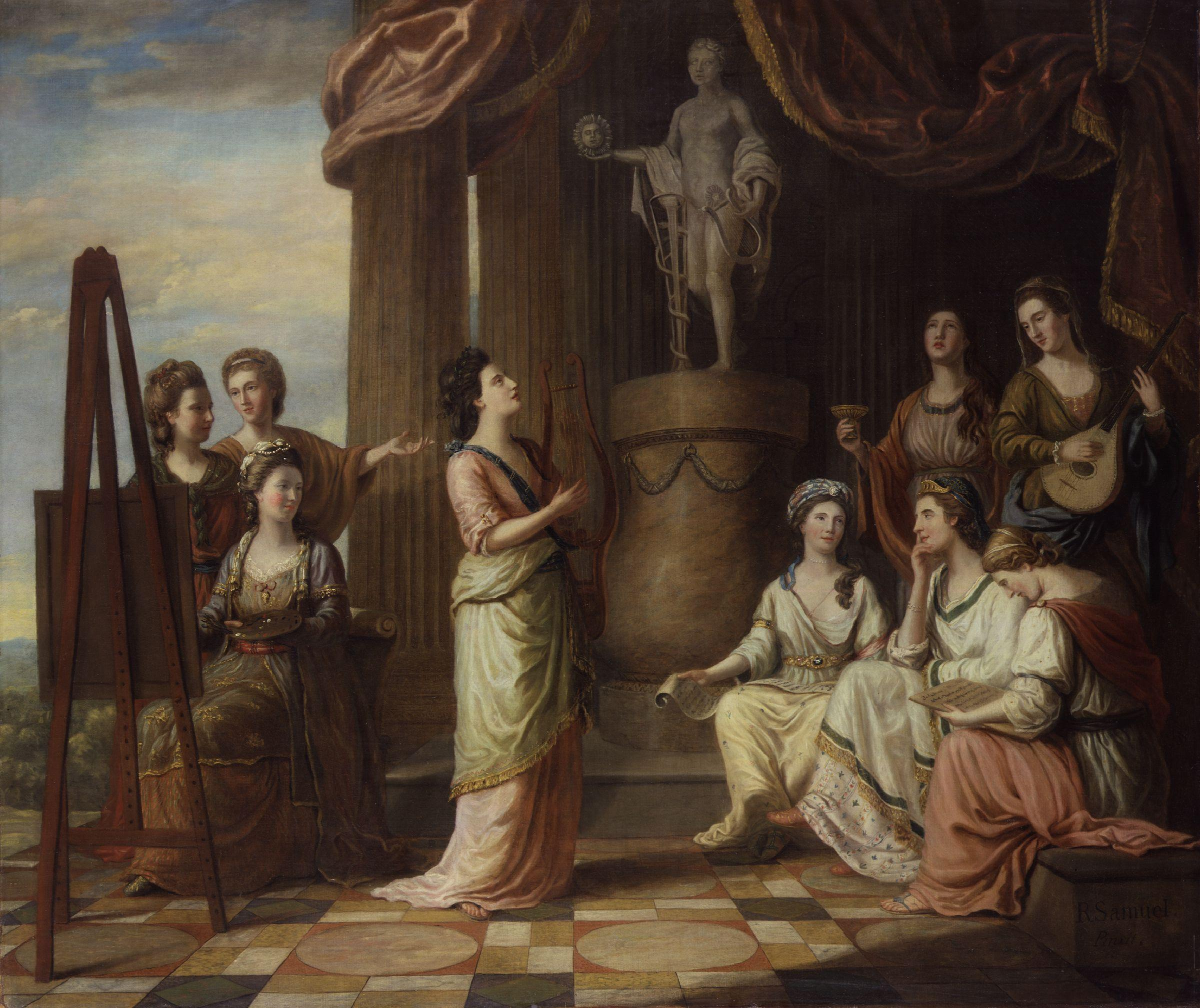
Muzy w świątyni Apolla, 1778, obraz Richarda Samuela. Siedzącymi postaciami są: poetka i pisarka Anna Letitia Barbauld (1743–1825), uczona i pisarka Elizabeth Carter (1717–1806), dramaturg I powieściopisarka Elizabeth Griffith (1727–1793), malarka Angelica Kauffmann (1741–1807), pisarka Charlotte Lennox (1720–1804), historyczka i polityczna polemistka Catharine Macaulay (1731–1791), Elizabeth Montagu, pisarka religijna Hannah More (1745–1833) i Elizabeth Ann Sheridan

W Londynie Elizabeth była znaną panią domu. Organizowała śniadania literackie z m.in. Gilbertem Westem i George’em Lytteltonem. Do roku 1760 stały się popularną wieczorną rozrywką. Na spotkaniach grupy później znanej jako Towarzystwo Błękitnych Pończoch zakazano gier hazardowych i spożywania alkoholu.
Do 1770 jej dom na Hill Street stał się czołowym salonem londyńskim. Przychodzili tu Samuel Johnson, Joshua Reynolds, Edmund Burke, David Garrick i Horace Walpole. Montagu sprawowała mecenat nad licznymi pisarzami, w tym Elizabeth Carter, Hanną More, Frances Burney, Anną Barbauld, Sarą Fielding, Hester Chapone, Jamesem Beattie, Jamesem Woodhousem i Anną Williams. Elizabeth Montagu nie dominowała w Towarzystwie Błękitnych Pończoch, miała jednak znaczące środki, by spotkania odbywały się w jej domu. Jako krytyczka literacka była fanką Samuela Richardsona, obojga Fieldingów (Henry’ego Fieldinga, Sary Fielding), a także Frances Burney. Gdy Laurence Sterne, jej daleki krewny ze strony Bothamów powierzył jej publikację swoich prac po wyjeździe do Francji, doprowadziła do wydania publikacji. Udzielała wsparcia przy publikacji zbioru ludowych ballad szkockich Reliques of Ancient English Poetry opracowanych w 1765 przez biskupa Dromore Thomasa Percy’ego.
Parę lat po jej śmierci ukazał się wiersz Jamesa Woodhouse’a, który służył rodzinie jako zarządca terenów. Krytykował Elizabeth za arogancję i zarozumiałość.
Elizabeth, nazywana wśród Błękitnych Pończoch (kobiet należących do Towarzystwa Błękitnych Pończoch) Królową Bluesa, prowadziła i urządzała spotkania towarzystwa od ok. 1750 roku. Był to nieformalny ruch społeczno-edukacyjny grupy uprzywilejowanych kobiet kładący nacisk na edukację i współpracę. Stracił na popularności pod koniec XVIII w. Kobiety zbierały się, aby dyskutować o literaturze. Zapraszały na spotkania wyedukowanych mężczyzn. Rozmowy o polityce były zabronione, to literatura i sztuka były głównymi tematami rozmów. Kobiety wspierały się w czytaniu, pisaniu i tworzeniu. Wiele z nich publikowało dwoje teksty.
Elizabeth Montagu wydała w swoim życiu dwie prace. W 1760 George Lyttelton zachęcił ją do napisania trzech fragmentów Dialogów Umarłych, które przygotowała anonimowo. Dzieło składa się z serii rozmów pomiędzy żyjącymi a wybitnymi zmarłymi i jest satyrą XVIII-wiecznej próżności i zwyczajów. W dialogu 26 Herkules dyskutuje o cnotach. W dialogu 27 pani Mopish nie może dostać się na Pola Elizejskie ze względu na jej rozproszenie światem doczesnym. W dialogu 28 sprzedawca książek wyjaśnia Plutarchowi trudy publikowania we współczesnym świecie. W 1769 Elizabeth opublikowała Esej o dziełach i geniuszu Shakespeare’a, w którym obwołała Shakespeare’a największym angielski, i nie tylko, poetą. Krytykowała Przedmowę do Shakespeare’a Samuela Johnsona z 1765 jako nie oddającą Shakespeare’owi odpowiedniego uznania. Zwracała uwagę na wykreowane przez dramatopisarza postacie, akcję i styl. W Shakespeare'rze widziała uosobienie wszystkiego, co angielskie. Kiedy książka została opublikowana, była uważana za dzieło Josepha Wartona. Do roku 1777 imię i nazwisko autorki pojawiło się na stronie tytułowej.
Montagu napisała wiele listów i to nie tylko do najbliższych przyjaciół. Zawierały dyskusje o zdrowiu, krytykę życia domowego, plany podróży, a także raporty z wydarzeń społecznych. Około 1/3 jej korespondencji skupia się na kulturze (teatr, opera, przedstawienia publiczne, filozofia moralna).
Najczęstszą korespondentką Elizabeth była jej siostra, Sarah Scott, następnie przyjaciele Elizabeth Carter i Gilbert West. Elizabeth i Sara czytały prace Alexandra Pope’a i Jonathana Swifta, co wpłynęło na ich korespondencję. Częstotliwość wymiany listów między siostrami zmieniała się zależnie od okoliczności życiowych. Montagu pisała do Scott częściej, niż ta jej odpowiadała. Montagu była zagorzałą zwolenniczką Carter i pomimo jej pochodzenia z niższej klasy szanowała umiejętności i cnoty przyjaciółki. Z kolei Gilbert West wpłynął na sposób myślenia Elizabeth o religii, historii i literaturze. Przez pewien czas oddziaływał także na jej styl pisania. Za jego przykładem zmieniła składnię na bardziej formalną, jednak ostatecznie ograniczenia ją zaczęły irytować, dlatego powróciła do swojego bardziej swobodnego i naturalnego stylu.
Montagu często korespondowała z George’em Lytteltonem o literaturze i historii. Ich listy miały zupełnie różny wydźwięk: jej były poważne i intelektualne, jego odpowiedzi skłaniały się ku flirtowi.
Montagu pozostała w bliskiej relacji z Williamem Pulteneyem, Lordem Bath. Z Lady Margaret Harley Elizabeth dzieliła się frustracją związaną z instytucją małżeństwa i pragnieniem prawdziwie przyjacielskiego związku, jeśli już w jakimś musi być.
Kolekcja listów Montagu została po raz pierwszy opublikowana w 1809 przez jej bratanka i dziedzica, Matthew Montagu (Listy Pani Elizabeth Montagu wraz z poniektórymi listami jej korespondentów). Następna edycja epistolograficzna została opublikowana w 1906. Wydawczynią była wnuczka Matthew, Emily J. Climenson, i jej przyjaciel Reginald Blunt. Kolekcja została poszerzona o listy wyrażające poglądy Montagu na temat świata towarzyskiego, w tym mody, polityki i arystokracji.

## Galeria

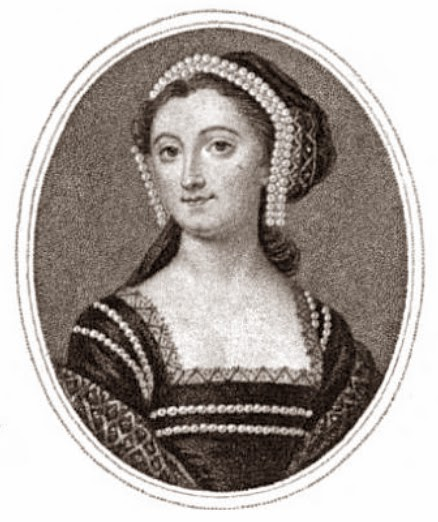
Elizabeth Montagu, jako Anna Boleyn, czarno-biała reprodukcja miniatury Christiana Friedricha Zincke'a, ok. 1740
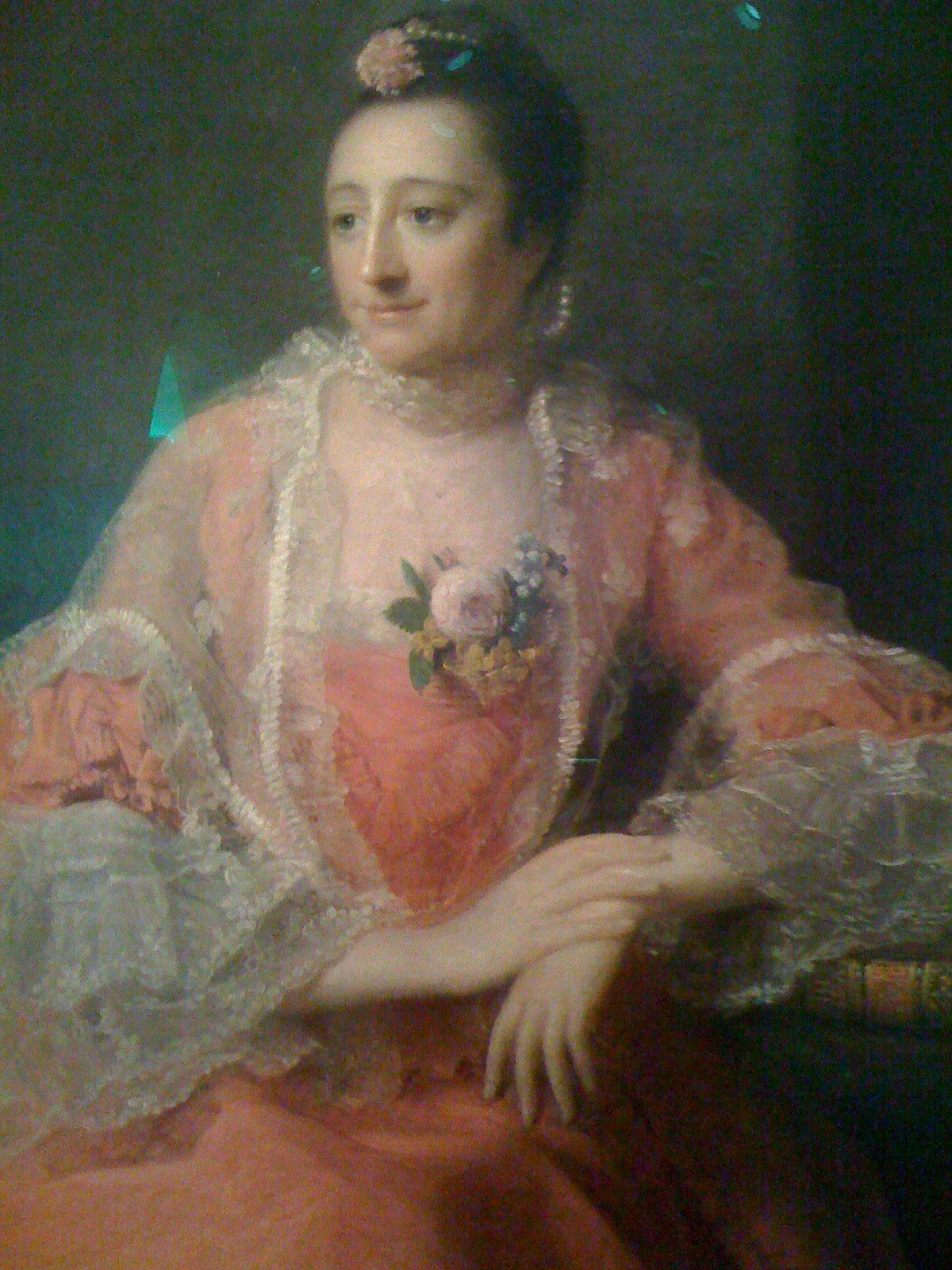
Portret Elizabeth Montagu wykonany przez Allana Ramsaya (1713–1784) w 1762
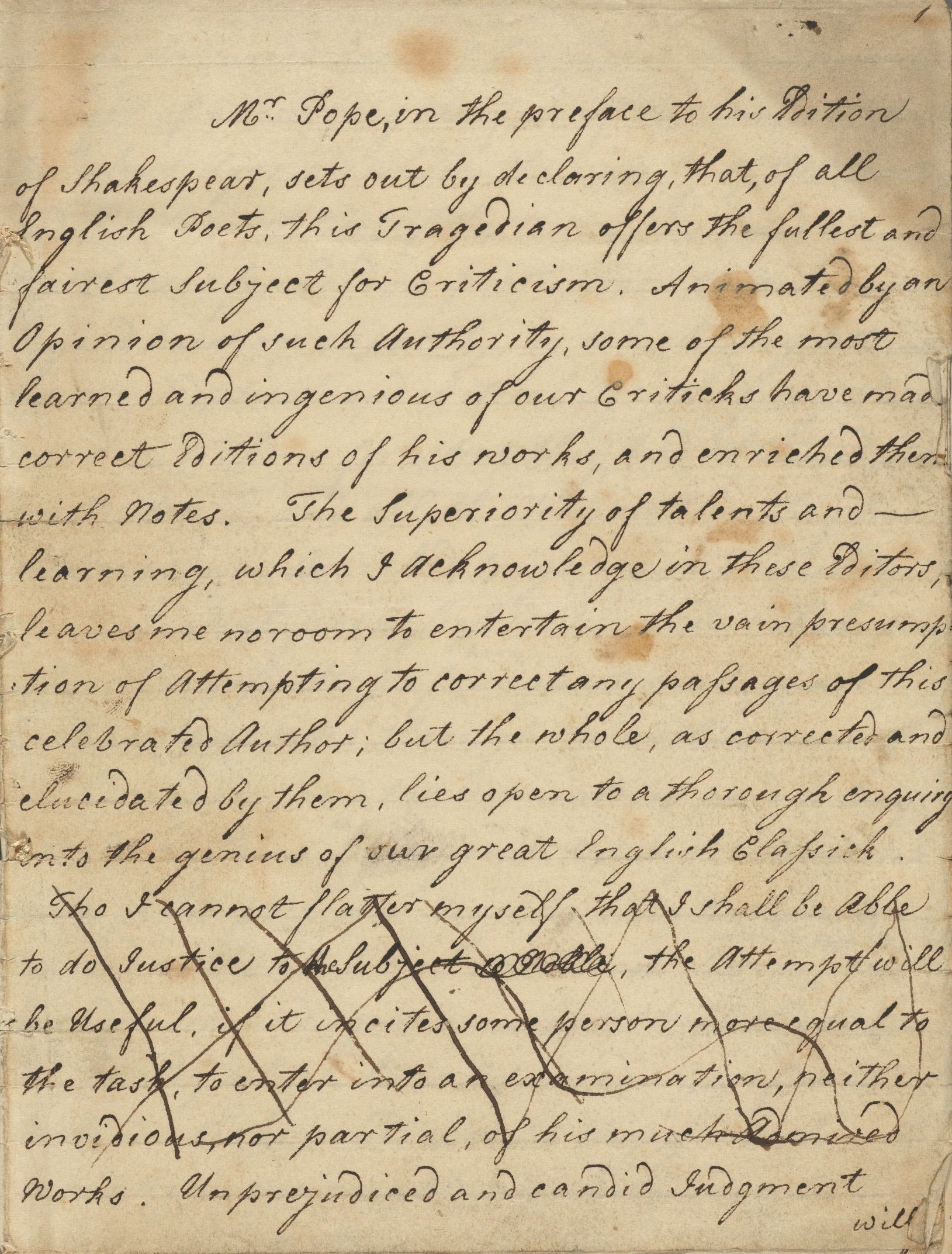
Pierwsza strona roboczej wersji rękopisu Eseju o dziełach i geniuszu Shakespeare’a, 1769
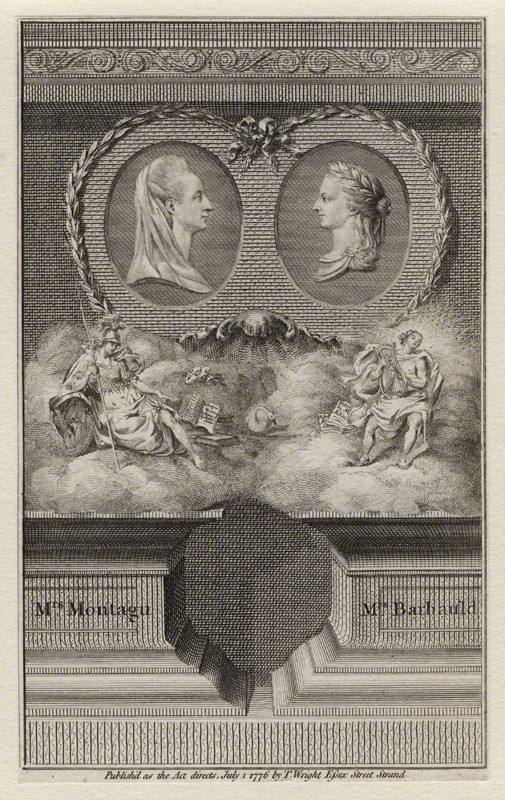
Elizabeth Montagu i Anna Laetitia Barbauld, dzieło wygrawerowane przez Thomasa Hollowaya, opublikowane przez T. Wrighta, 1776
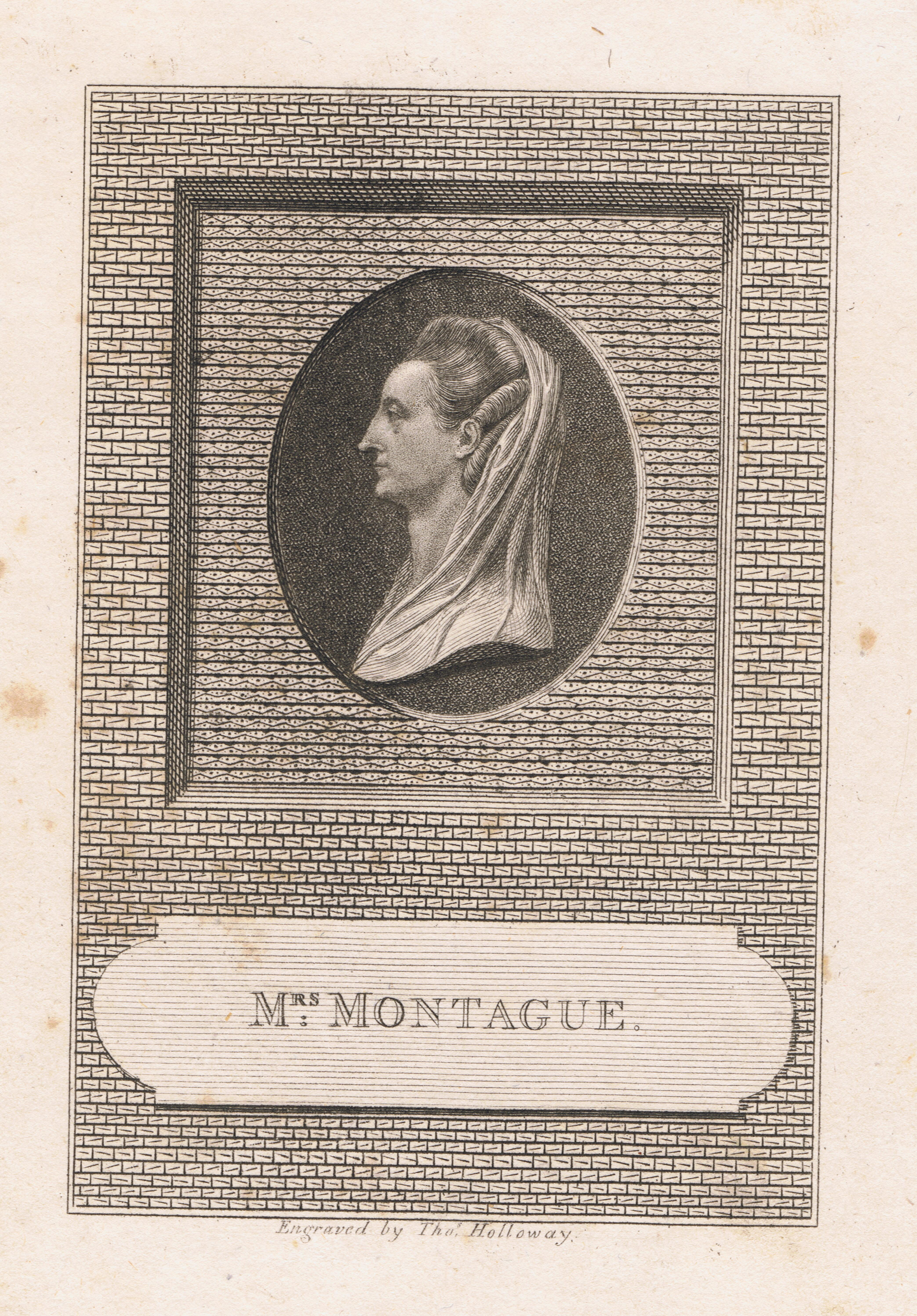
Elizabeth Montagu wygrawerowana przez Thomasa Hollowaya, dzieło opublikowane przez Johna Sewella w Londynie w 1785
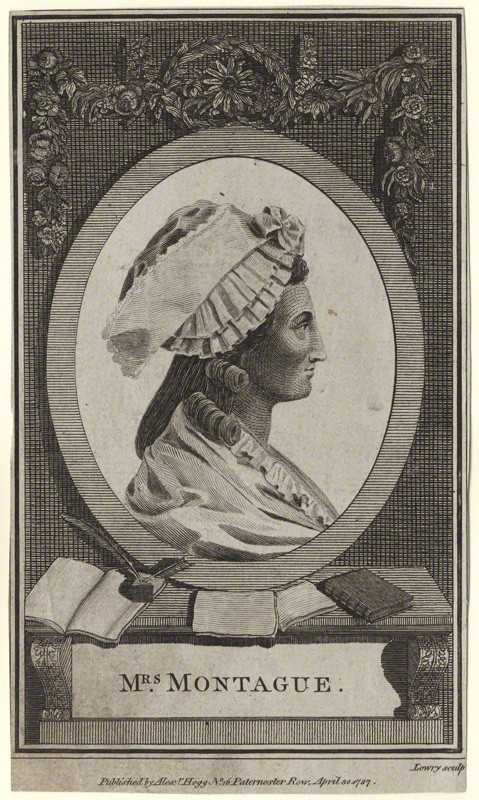
Elizabeth Montagu, grawerunek wykonany przez Wilsona Lowry’ego (1762–1824) opublikowany w Londynie, kwiecień 1787